# Локонське
Локонське (рос. Локонское) — присілок в Малоярославецькому районі Калузької області Російської Федерації.
Населення становить 43 особи. Входить до складу муніципального утворення Село Маклино.

## Історія
Від 2004 року входить до складу муніципального утворення Село Маклино.

## Населення
| 2002 | 2010 |
| ---- | ---- |
| 56   | ↘43  |